# Нова-Рома
Нова-Рома (порт. Nova Roma) — муниципалитет в Бразилии, входит в штат Гояс. Составная часть мезорегиона Север штата Гойяс. Входит в экономико-статистический микрорегион Шапада-дус-Веадейрус. Население составляет 2979 человек на 2006 год. Занимает площадь 2135,945 км². Плотность населения — 1,4 чел./км².

## Статистика
- Валовой внутренний продукт на 2003 год составляет 18 677 187,00 реалов (данные: Бразильский институт географии и статистики).
- Валовой внутренний продукт на душу населения на 2003 год составляет 5629,05 реалов (данные: Бразильский институт географии и статистики).
- Индекс развития человеческого потенциала на 2000 год составляет 0,679 (данные: Программа развития ООН).